# Taraconica novogonia
Taraconica novogonia là một loài bướm đêm trong họ Noctuidae.